# Dégagé
『dégagé』（デガジェ）は、2010年9月29日にリリースされたLunakateの1st デビューアルバム。発売元は、ポニーキャニオン。規格品番はPCCA-03265

## 概要
- Lunakateが2010年9月29日に発売した一作目のスタジオ・アルバム。
- ミックスダウンにはガービッジ、アラニス・モリセット、オフスプリング…等々のロックアーティストを手がけてきたBilly Bush (ビリー・ブッシュ)が担当。
- デビューアルバムのリード曲となるM3『GAUZE』を収録したアルバム。

## 収録曲
| #         | タイトル           | 作詞・作曲 | 編曲                                       | 時間  |
| --------- | ------------------ | ---------- | ------------------------------------------ | ----- |
| 1.        | 「dégagé」         | Lunakate   | Akira Nishihira / Lunakate                 | 04:01 |
| 2.        | 「ZERO」           | Lunakate   | Shige Kawakami / Chappy Takeda / Lunakate  | 03:15 |
| 3.        | 「GAUZE」          | Lunakate   | Shige Kawakami /Lunakate                   | 04:13 |
| 4.        | 「passing lover」  | Lunakate   | Akira Nishihira / Lunakate                 | 04:40 |
| 5.        | 「plastic art」    | Lunakate   | Shige Kawakami / Katsuhiko Wada / Lunakate | 04:10 |
| 6.        | 「色彩」           | Lunakate   | Katsuhiko Wada / Lunakate                  | 05:06 |
| 7.        | 「transporter」    | Lunakate   | Lunakate / Takahiro Ito                    | 04:45 |
| 8.        | 「幸せになろう」   | Lunakate   | Shige Kawakami /Lunakate                   | 03:36 |
| 9.        | 「foresee」        | Lunakate   | Shige Kawakami / Katsuhiko Wada / Lunakate | 03:46 |
| 10.       | 「花、満ちるまで」 | Lunakate   | Katsuhiko Wada / Lunakate                  | 04:44 |
| 合計時間: | 合計時間:          | 合計時間:  | 合計時間:                                  | 42:36 |

## 楽曲について
- 全作詞・作曲：Lunakate

- GAUZE (M3)

このスタジオ・アルバムのリード曲として、ミュージック・ビデオ映像がネット配信されている。
北海道テレビ放送 「夢チカ18」2010年11月度のオープニングテーマ。
TBSテレビ 「全種類。（ぜんぶ）」2010年9月度のエンディングテーマ。
- 幸せになろう (M8)

2010年2月17日にリリースされたコンピレーション・アルバムの『LOVE THE EARTH（ラブ・ジ・アース）』 12曲目に別ヴァージョンが収録されている。
- 花、満ちるまで (M10)

2010年2月17日にリリースされたコンピレーション・アルバムの『LOVE THE EARTH（ラブ・ジ・アース）』 3曲目に別ヴァージョンが収録されている。
テレビ北海道「Power Pride －その理由－」2010年9月度のコーナーBGMとして使用された。